# Quick Change World
Quick Change World è il quarto album da solista di Ric Ocasek, pubblicato nel 1993 dall'etichetta discografica Reprise Records.
L'album fu pubblicato nel settembre 1993 negli Stati Uniti, e il mese successivo in Europa, con otto tracce aggiuntive e col titolo Negative Theater.

## Tracce
1. The Big Picture (Ocasek) - 1:31
2. Don't Let Go (Ocasek) - 3:29
3. Hard Times (Ocasek) - 3:53
4. A Little Closer (Ocasek) - 4:03
5. Riding Shotgun (Ocasek) - 4:22
6. Feeling's Got to Stay (Ocasek) - 4:28
7. She's On (Ocasek) - 4:14
8. I Still Believe (Ocasek)* - 1:28
9. Come Alive (Ocasek)* - 3:51
10. Quick Change World (Ocasek)* - 4:11
11. What's on TV (Ocasek)* - 5:45
12. Hopped Up (Ocasek)* - 5:00
13. Help Me Find America (Ocasek)* - 5:30
14. Telephone Again (Ocasek)* (traccia nascosta)

* = tracce pubblicate nell'album Negative Theater, solo in Europa.

## Formazione
- Ric Ocasek - voce, chitarra, tastiere
- Eric Schermerhorn - chitarra
- Roger Greenwalt - chitarra
- Charlie Pettus - basso
- Darryl Jenifer - basso
- Greg Hawkes - tastiere